# Silanus
Silanus (in sardo Silanos) è un comune italiano di 1 922 abitanti della provincia di Nuoro in Sardegna. 
Fa parte del GAL Marghine, uno dei 13 gruppi di azione locali attivati in Sardegna con la programmazione europea del FEASR, e della rete dei "Borghi autentici d'Italia", una rete nazionale alla quale aderiscono oltre duecento piccoli e medi comuni, enti territoriali ed organismi misti di sviluppo locale.

## Geografia fisica

### Territorio
Sorge su una collina a 432 metri sul livello del mare su un territorio di circa 48 km² che comprende la parte centrale della catena del Marghine.

## Storia
L'area è abitata sin dalla preistoria, numerose sono le testimonianze del periodo prenuragico e nuragico. Tra esse tombe dei giganti e nuraghi. Importanti sono anche le tracce dei periodi successivi nei quali si susseguirono le dominazioni puniche e romane.
Nel medioevo fece parte del giudicato di Torres, inserito nella curatoria del Montiferru. Alla caduta del giudicato (1259) passò per breve tempo al giudicato di Arborea e successivamente al Marchesato di Oristano. Sconfitti definitivamente gli arborensi (1478), dopo la battaglia di Macomer passò sotto il dominio aragonese. Il territorio venne inglobato dagli aragonesi nell'Incontrafa del Marghine; nel secolo XVIII fu compreso nel marchesato del Marghine istituito dai Savoia, feudo prima dei Pimentel e poi dei Tellez-Giron, ai quali fu riscattato nel 1839 con l'abolizione del sistema feudale.

### Simboli
Lo stemma del Comune di Silanus è troncato e nella metà superiore è raffigurata la chiesa di Santa Sabina su un prato verde sullo sfondo di campo di cielo, affiancata a sinistra dall'omonimo nuraghe. Nella metà inferiore, su sfondo rosso, sette spighe d'oro, impugnate, legate con nastro azzurro. Il gonfalone è drappo di giallo bordato di azzurro.

## Monumenti e luoghi d'interesse

### Architetture religiose
- Chiesa di Santa Sabina
- Chiesa di Sant'Antonio Abate
- Chiesa di San Lorenzo
- Chiesa di Sa Maddalena
- Chiesa campestre di San Bartolomeo
- Chiesa di Nostra Signora d'Itria
- Chiesa di Santa Croce

### Siti archeologici
- Nuraghe Orolio o Madrone
- Nuraghe Santa Sarbana
- Nuraghe Corbos
- Pozzo sacro di Santa Sabina: Su Cherchizzu

## Società

### Evoluzione demografica
Abitanti censiti

Il paese è stato studiato da scienziati di tutto il mondo per la particolare longevità della sua popolazione: è infatti straordinaria la concentrazione di ultracentenari di entrambi i sessi. Nel 2004 è stato citato sul National Geographic in quanto in quel periodo vi risiedevano ben 7 centenari (fra cui due fratelli entrambi di 103 anni) su una popolazione complessiva di 2 300 abitanti.

### Lingue e dialetti
La variante del sardo parlata a Silanus è quella logudorese centrale o comune.

### Tradizione e folclore
- Sant'Antonio Abate il 17 gennaio
- San Lorenzo Martire il 10 agosto
- San Bartolomeo 1ª Settimana di settembre
- Santa Sabina 2ª Settimana di settembre
- Santa Maddalena - 22 luglio
- Sant'Isidoro - prima metà maggio
- San Giovanni - fuochi rionali - 23 giugno

## Infrastrutture e trasporti

### Ferrovie

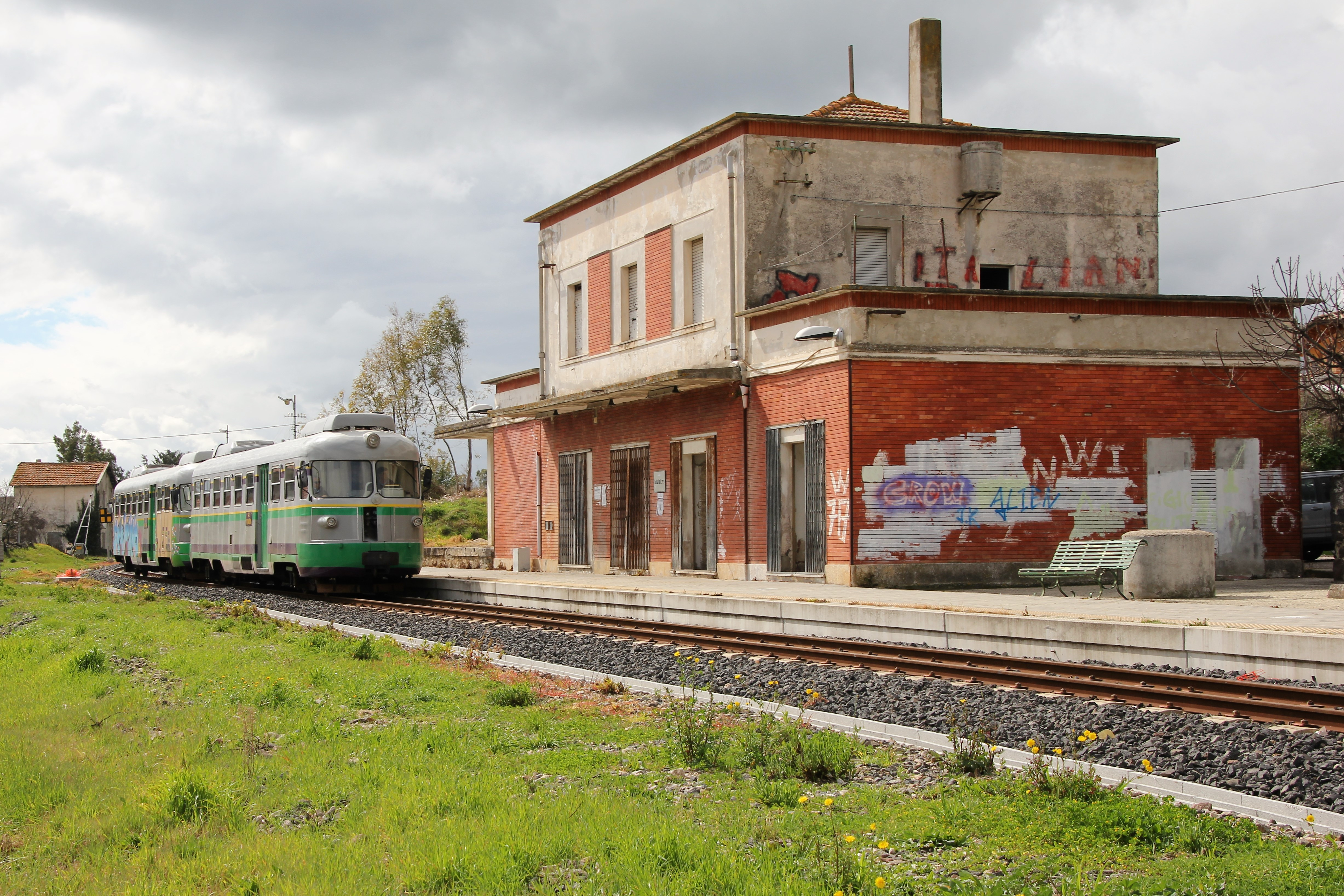
Treno dell'ARST in sosta nella fermata di Silanus

Presente nel comune la stazione di Silanus, una fermata ferroviaria posta lungo la linea Macomer-Nuoro, servita dai treni dell'ARST che permettono il collegamento in particolare con i due centri capolinea.

## Amministrazione
| Periodo         | Periodo         | Primo cittadino      | Partito                             | Carica  | Note   |
| --------------- | --------------- | -------------------- | ----------------------------------- | ------- | ------ |
| 27 aprile 1997  | 13 maggio 2001  | Mario Antonio Attene | liste civiche di centro-sinistra    | Sindaco | [ 5 ]  |
| 13 maggio 2001  | 28 maggio 2006  | Mario Antonio Attene | sinistra                            | Sindaco | [ 6 ]  |
| 28 maggio 2006  | 15 maggio 2011  | Luigi Morittu        | lista civica                        | Sindaco | [ 7 ]  |
| 15 maggio 2011  | 5 giugno 2016   | Luigi Morittu        | lista civica "Silanus in Movimento" | Sindaco | [ 8 ]  |
| 5 giugno 2016   | 11 ottobre 2021 | Gian Pietro Arca     | lista civica "Uniti per Silanus"    | Sindaco | [ 9 ]  |
| 11 ottobre 2021 | in carica       | Gian Pietro Arca     | lista civica "Silanus ri-unita"     | Sindaco | [ 10 ] |